# Ebaeides rufula
Ebaeides rufula là một loài bọ cánh cứng trong họ Cerambycidae.